# Dika Mem
Dika Mem (Parigi, 31 agosto 1997) è un pallamanista francese, terzino destro del Barcellona e della nazionale di pallamano maschile della Francia.

## Palmares

### Club

#### Competizioni nazionali
- Liga ASOBAL: 8

2016-17, 2017-18, 2018-19, 2019-20, 2020-21, 2021-22, 2022-23, 2023-24
- Coppa del Re: 8

2016-17, 2017-18, 2018-19, 2019-20, 2020-21, 2021-22, 2022-23, 2023-24
- Coppa ASOBAL: 7

2016-17, 2017-18, 2018-19, 2019-20, 2020-21, 2021-22, 2022-23
- Supercoppa di Spagna: 7

2016, 2017, 2018, 2019, 2020, 2021
- Supercoppa iberica: 3

2022, 2023, 2024

#### Competizioni internazionali
- EHF Champions League: 3

2020-21, 2021-22, 2023-24
- Super Globe: 3

2017, 2018, 2019

### Nazionale
- Olimpiadi
  -  Francia 2017
  -  Polonia-Svezia 2023
  -  Germania-Danimarca 2019, Croazia, Danimarca e Norvegia 2025
- Europei
  -  Germania 2024
  -  Croazia 2018

### Individuale
- Liga ASOBAL:

miglior terzino destro 2019, 2020, 2021, 2022, 2024
miglior giocatore 2022
- EHF Champions League: miglior terzino destro 2020-21 e 2021-22